# Jia Fangfang
Jia Fangfang (vereenvoudigd Chinees: 贾芳芳; pinyin:Jiǎ Fāngfāng) (Wenzhou, 13 augustus 1994) is een Chinese tumbler.

## Levensloop
Fangfang werd vijfmaal wereldkampioene (2011, 2013, 2015, 2017 en 2018) in het tumbling. Tevens won ze viermaal goud met het Chinees tumblingteam op het WK. (2011, 2013, 2015 en 2017) en eenmaal goud met het Chinees trampolineteam in de mixed all-around in 2018. 
Op de Wereldspelen 2013 in het Colombiaanse Cali  en in Wrocław in 2017 behaalde ze goud in het tumbling.